# مات براون (مقاتل)
مات براون (بالإنجليزية: Matt Brown) هو ملاكم تايلندي أمريكي، ولد في 10 يناير 1981 في زينيا في الولايات المتحدة.

## وصلات خارجية
- الموقع الرسمي
- مات براون على موقع يو إف سي (الإنجليزية)
- مات براون على موقع شيردوغ (الإنجليزية)
- مات براون على موقع Tapology.com (الإنجليزية)
- مات براون على موقع IMDb (الإنجليزية)
- مات براون على موقع قاعدة بيانات الفيلم (الإنجليزية)